# Bessoniella procera
Sous-famille
Genre
Espèce
Bessoniella procera, unique représentant du genre Bessoniella et de la sous-famille des Bessoniellinae, est une espèce de collemboles de la famille des Orchesellidae.

## Distribution
Cette espèce est endémique des Pyrénées-Atlantiques en Nouvelle-Aquitaine en France Elle se rencontre dans des grottes à Eaux-Bonnes et Laruns.

## Description
Bessoniella procera mesure de 2,2 à 2,6 mm.

## Étymologie
Ce genre est nommé en l'honneur de Jean-Pierre Besson.

## Publications originales
- Deharveng & Thibaud, 1989 : Bessoniella procera n. g., n. sp. nouvel Orchesellidae cavernicole relictuel des Pyrénées (Insecta, Collembola). Bulletin du Muséum National d'Histoire Naturelle Section A Zoologie Biologie et Écologie Animales, vol. 11, no 2, p. 397-405.
- Soto-Adames, Barra, Christiansen & Jordana, 2008 : Suprageneric classification of Collembola Entomobryomorpha. Annals of the Entomological Society of America, vol. 101, no 3, p. 501-513.